# Forces démocratiques de libération du Rwanda
Les Forces démocratiques de libération du Rwanda (FDLR, en kinyarwanda : Urugaga Ruharanira Demokarasi No Kubohoza U Rwanda) sont un groupe armé formé en république démocratique du Congo (RDC) en 2000. Défendant les intérêts des Hutus rwandais réfugiés en RDC et opposé à la présidence de Paul Kagame, il prend la suite de l'Armée de libération du Rwanda (ALiR) et compterait dans ses rangs des responsables du génocide des Tutsis de 1994, ce que le groupe nie.
L'objectif des FDLR est de retourner au Rwanda et de renverser le régime du président Paul Kagame,.

## Histoire
Les Forces démocratiques de libération du Rwanda (FDLR) sont issues du Comité de coordination de la résistance, un groupe d'exilés Hutus rwandais dissidents de l'Armée de libération du Rwanda (ALiR), qui s'est transformée en FDLR en mai 2000. Leur première apparition date de juillet 2000. Prétendant représenter les intérêts des Hutus rwandais des camps de réfugiés au Zaïre (nom de l'actuelle République démocratique du Congo à l'époque) créés en 1994 à la suite du génocide des Tutsi au Rwanda, les FDLR seraient composées d'anciens membres des Forces armées rwandaises (FAR) et des milices Interahamwe. Selon les observateurs, elle prend la suite de l'ALiR qui rassemblait des responsables du génocide des Tutsis du Rwanda et était active dans la deuxième partie des années 1990. L'émergence des FDLR se fait sous l'influence du président Laurent-Désiré Kabila, ce dernier cherchant à créer des groupes paramilitaires contre le Rassemblement congolais pour la démocratie (RCD) dans le cadre de la deuxième Guerre du Congo. Si la branche politique est essentiellement localisée en Europe, la branche militaire de l'organisation, les Forces combattantes Abacunguzi (FOCA) est active dans le Maniema, le Nord-Kivu et le Sud-Kivu,.
Tentant de s'implanter politiquement au Rwanda, le groupe fonde l'Alliance démocratique pour la réconciliation nationale avec les partis Tutsis exilés Alliance pour la renaissance de la nation et Nation Imbaga y'Inyabutatu Nyarwanda en 2002. Au début de l'été 2003, le président congolais Joseph Kabila suspend totalement son soutien aux FDLR ; quelques mois plus tard, une partie des Forces combattantes (FOCA), dont Paul Rwarakabidje, dépose les armes. Alors que de nombreux membres de l'organisation sont recherchés pour leur participation au génocide des Tutsis, selon Amnesty International et les Réseaux d'information régionaux intégrés, les FDLR commettraient pillages, viols, tueries, enlèvements et utilisation d'enfants soldats et seraient principalement « responsables de l'insécurité et de l'instabilité » dans l'est de la RDC selon l'ONU.
En 2005, les Forces armées de la République démocratique du Congo (FARDC) mènent une première offensive contre les FDLR. Le 31 mars, le groupe rebelle déclare condamner le génocide des Tutsis de 1994, être prêt à se démobiliser et à rentrer pacifiquement au Rwanda. Cependant, Amnesty International considère que cette déclaration d'intention est fausse tandis que le Conseil de sécurité des Nations unies enjoint au groupe de respecter ses engagements en octobre de la même année ; environ 1 500 combattants rendent leurs armes l'année suivante. En 2007, les FARDC cessent leurs opérations contre les FDLR. Le 5 décembre 2008, un accord, conclu entre les gouvernements rwandais et congolais, prévoit des opérations coordonnées de la MONUC et des FARDC, épaulées logistiquement par le Rwanda.
Le 17 novembre 2009, le chef de la branche politique des FDLR, Ignace Murwanashyaka, est arrêté en Allemagne, où il était réfugié depuis 2000, dans le cadre d'une enquête pour crimes de guerre et crimes contre l’humanité. Il est condamné en septembre 2015 à 13 ans de prison. Son adjoint Straton Musoni écope de 8 ans de prison.
Le 13 juillet 2012, la CPI délivre un mandat d'arrêt contre Sylvestre Mudacumura, commandant de la branche armée (FOCA), pour crimes de guerre commis dans les Kivu.
Le 18 septembre 2019, l'armée congolaise confirme la mort de Sylvestre Mudacumura dans la Chefferie de Bwito (en) proche du parc national des Virunga. Le général Richard Kasonga, porte-parole de l’armée congolaise, dément des rumeurs faisant état de l’intervention de la milice NDC-R (Nduma Defense of Congo-Rénové) du général Guidon Shimiray Mwissa dans cette opération.
Le 24 avril 2020, une attaque à Rumangabo (territoire de Rutshuru, Nord-Kivu) ciblant un convoi de civils est attribuée au groupe par la direction du Parc national des Virunga : dix-sept individus, dont douze rangers, sont tués,.
Le 22 février 2021, Luca Attanasio, ambassadeur d'Italie en république démocratique du Congo, son garde du corps et un chauffeur congolais sont tués près de Goma. Les autorités congolaises accusent le groupe armé d'être à l'origine de l'attaque dirigée contre le convoi du Programme alimentaire mondial qui les transportait, mais le FDLR nie toute implication,, alors que selon les responsables du parc national des Virunga l'attaque serait une tentative d'enlèvement, c'est la thèse de la tentative d’enlèvement, qui a prévalue lors de l’arrestation des malfaiteurs. Lors du procès, les accusés, présentés comme comme membres d’une bande de criminels de droit commun, ont réfuté les faits, affirmant que leurs aveux avaient été obtenus sous la torture et qu'ils n'étaient pas impliqués dans la mort de l'ambassadeur. Le procès n'a pas permis de fournir de nouvelles informations sur les responsables et les potentiels commanditaires de l'embuscade.
Le 1er mars 2025, le chef du renseignement des FDLR, Ezechiel Gakwerere, capturé lors de l'offensive du M23, a été remis au gouvernement rwandais. Le chef de la branche militaire des FDLR, Pacifique Ntawungukav, aurait été tué lors des combats de janvier, mais cette information n'a pas pu être confirmée.

### Soutien présumé de la RDC
En octobre 2022, les conclusions des rapports de Human Rights Watch ont révélé que l'armée congolaise avait apporté son soutien aux FDLR dans leur engagement contre le groupe rebelle M23,.